# Jean-Pierre Gibert
Pour les articles homonymes, voir Gibert.
Jean-Pierre Gibert est un théologien et jurisconsulte français, né à Aix, en Provence, en 1660, et mort à Paris en 1736.

## Biographie
Il fut préparé par une très forte éducation au rôle qu’il était appelé
à jouer dans le inonde des érudits. Son père, Jean-Guillaume Gibert, conseiller, secrétaire
du roi, puis contrôleur de chancellerie de la Provence, lui donna de bonne heure le goût
des études sérieuses. Une telle direction, soutenue par une surveillance continue, développa
chez Gibert les germes des plus hautes facultés. La philosophie, le droit, la théologie,
toutes les sciences qui séduisent les esprits élevés, lui devinrent bientôt familières.
Cette riche organisation se plia aux plus arides abstractions. A vingt-cinq ans, Gibert
était docteur en droit et docteur en théologie. C’est à ce moment qu’il commença à se faire
connaître par quelques publications de peu d’étendue, mais qui témoignaient d’une rare
aptitude aux questions de philosophie et de religion. Ses premières études avaient éveillé
chez lui le désir de fixer d’une manière définitive les règles qui devaient dominer le droit ecclésiastique. Il abandonna peu à peu les questions de droit civil, pour donner une plus
large part de ses travaux au droit canon.
Son père, malgré les hautes positions qu’il avait occupées, avait eu la vertu de rester
pauvre, et Gibert dut songer à demander aux travaux rémunérés la liberté de se livrer aux
hautes spéculations de la science. L’évéque de Toulon, Chalmet, très-juste appréciateur "
du vrai mérite, avait suivi avec intérêt les débuts du jeune jurisconsulte. Il apprit ses
embarras, et s’empressa de lui offrir une chaire de rhétorique dans le collège qu’il avait
fondé. Gibert trouva dans cet établissement le calme et la tranquillité si nécessaires aux
études. C’est dans cette quasi-retraite qu’il publia ou prépara ses livres. 
Son protecteur étant mort, Gibert vint à Paris vers 1703. Son nom connu dans le monde savant lui valut
l’accueil le plus flatteur. On s’empressa autour de lui, et on lui offrit des bénéfices et des
places. Mais chez Gibert le talent se doublait d’une modestie naturelle, sans affectation aucune,
et il s’effaroucha tout d’abord de cette sorte d’ovation ; il fut presque froissé des manifestations,
toutes flatteuses cependant, dont il fut l’objet, rompit les relations qu’il avait
formées à son arrivée et s’enterra dans une sorte de thébaïde en plein Paris, où il s’absorba
dans la rédaction de ses livres. C’est là qu’il vécut trente-trois ans, admiré, respecté
au dehors par tous les esprits cultivés, par tous les érudits, mais ignoré de ses plus proches
voisins. C’est là qu’il mourut à soixante-seize ans, d'une attaque d’apoplexie.
C'est le cousin de l'humaniste Balthasar Gibert.

## Œuvres
Parmi les ouvrages assez nombreux de Gibert, nous mentionnerons les suivants :
- Doctrina canonum (1709, in-12) ;
- Institutions ecclésiastiques et bénéficiales (1720, in-4°)
- Tradition de l’Église sur le sacrement du mariage (1725, 3 vol. in-4°) ;
- Corpus juris canonici per regulas naturali ordine digestas, usque temperatas, etc. (1735-1737, 3 vol. in-fol.) ;
- Conférence de l’édit sur la juridiction ecclésiastique de 1695. (Paris, 1757, 2 vol. in-12) ;
- J. Cabassatii theoria et praxis juris canonici ;
- Consultations canoniques sur les sacrements (Paris, 1725 et suiv., 12 vol. in-12). Cet ouvrage est le chef-d’œuvre de J.-P. Gibert ; c’est le résumé et comme la quintessence des doctrines religieuses et morales qu’il professa toute sa vie, et qui dominèrent son enseignement et ses publications.